# ميرت كوركماز
ميرت كوركماز (بالتركية: Mert Korkmaz) هو لاعب كرة قدم تركي في مركز الدفاع، ولد في 16 أغسطس 1971 في إسطنبول في تركيا. شارك مع منتخب تركيا تحت 21 سنة لكرة القدم ومنتخب تركيا لكرة القدم. أما مع النوادي، فقد لعب مع إسطنبول باشاكشهير وغازي عنتاب سبور وغلطة سراي وكوجالي سبور وملطية سبور.

## وصلات خارجية
- ميرت كوركماز على موقع اتحاد تركيا (لاعب) (الإنجليزية)
- ميرت كوركماز على موقع اتحاد تركيا (لاعب) (الإنجليزية)
- ميرت كوركماز على موقع اتحاد تركيا (مدرب) (الإنجليزية)
- ميرت كوركماز على موقع قاعدة بيانات كرة القدم.إي يو (الإنجليزية)
- ميرت كوركماز على موقع ناشيونال فوتبول تيمز (الإنجليزية)
- ميرت كوركماز على موقع عالم كرة القدم.نت (الإنجليزية)